# 哈日图热格国家森林公园
哈日图热格国家森林公园是位於中華人民共和國新疆維吾爾自治區博尔塔拉蒙古自治州博乐市阿拉套山的一個國家森林公園，哈日图热格來自於蒙古語，意思是金雕翱翔的地方（一說是黑雕出沒的地方）。公园面积268.48平方公里，海拔1350米，始建于1994年，2000年成為自治区级森林公园，2004年成為为国家级森林公园。公園內有佛憩洞、石人、烏孫古墓、古岩画、石翁仲古墓、石天門、棕熊石、八戒崖、壽星石、神龍洞、九天飛瀑、珍珠瀑、靈隱瀑、仙泉、淨身泉、月泉、七彩湖、白樺林、雲杉林、灌木林以及1000余种野生植物和400余种野生动物。